# Хасанов, Тургун
Тургун Хасанов — советский хозяйственный деятель, Герой Социалистического Труда.

## Биография
Родился в 1926 году на территории современной Ташкентской области. Член КПСС.
В 1941—1981 гг. — крепильщик по ремонту шахты № 9 комбината «Узбекуголь» Министерства угольной промышленности СССР в городе Ангрене Узбекской ССР.
Указом Президиума Верховного Совета СССР от 29 июня 1966 года присвоено звание Героя Социалистического Труда с вручением ордена Ленина и золотой медали «Серп и Молот».
Делегат XXIII съезда КПСС.
Жил в Ангрене.

## Награды и звания
- Герой Социалистического Труда (29.06.1966)
- Орден Ленина (29.06.1966)